# Frédéric Cayrou
Frédéric Cayrou, né le 27 août 1879 et mort le 23 juin 1958, est un homme politique français et écrivain d'expression occitane,. 

## Biographie
Vétérinaire de profession, il est créateur de pièces de théâtre, romancier, artiste et musicien.
A rendu compte des atrocités allemandes en Tarn-et-Garonne dans un livret sous le titre : Journées Sanglantes de Montpezat de Quercy, 2 mai 1944 - Nuit du 6 au 7 juin 1944.

## Détail des fonctions et des mandats
Mandat parlementaire
- 8 décembre 1946 - 7 novembre 1948 : Sénateur de Tarn-et-Garonne